# Liste de communes de France dont le nom a changé
Cet article recense, de manière non exhaustive, les changements de noms de communes en France par décret, sans modification de leurs limites territoriales.
La liste exhaustive se trouve dans l'article Changement de nom de communes en France.
| Département             | Ancien nom                      | Nouveau nom                      | Décret            |        |
| ----------------------- | ------------------------------- | -------------------------------- | ----------------- | ------ |
| Calvados                | Poussy                          | Poussy-la-Campagne               | 21 février 1936   | [ 1 ]  |
| Alpes-Maritimes         | Breil                           | Breil-sur-Roya                   | 18 mars 1936      | [ 2 ]  |
| Meurthe-et-Moselle      | Thorey                          | Thorey-Lyautey                   | 18 mars 1936      | [ 2 ]  |
| Haute-Vienne            | Jabreilles                      | Jabreilles-les-Bordes            | 18 mars 1936      | [ 2 ]  |
| Orne                    | Montilly                        | Montilly-sur-Noireau             | 18 mars 1936      | [ 2 ]  |
| Corrèze                 | Murat                           | Gourdon-Murat                    | 18 mars 1936      | [ 2 ]  |
| Puy-de-Dôme             | Chambon                         | Chambon-sur-Dolore               | 18 mars 1936      | [ 2 ]  |
| Vaucluse                | Pernes                          | Pernes-les-Fontaines             | 18 mars 1936      | [ 2 ]  |
| Côte-d'Or               | Laperrière                      | Laperrière-sur-Saône             | 21 mars 1936      | [ 3 ]  |
| Eure                    | Breux                           | Breux-sur-Avre                   | 21 mars 1936      | [ 3 ]  |
| Gironde                 | Cissac                          | Cissac-Médoc                     | 21 mars 1936      | [ 3 ]  |
| Gironde                 | Lesparre                        | Lesparre-Médoc                   | 21 mars 1936      | [ 3 ]  |
| Nord                    | Honnecourt                      | Honnecourt-sur-l'Escaut          | 22 mai 1936       | [ 4 ]  |
| Meurthe-et-Moselle      | Haucourt                        | Haucourt-Moulaine                | 25 juin 1936      | [ 5 ]  |
| Meurthe-et-Moselle      | Chazelles                       | Chazelles-sur-Albe               | 25 juin 1936      | [ 5 ]  |
| Meurthe-et-Moselle      | Domèvre                         | Domèvre-sur-Vezouze              | 25 juin 1936      | [ 5 ]  |
| Meurthe-et-Moselle      | Einville                        | Einville-au-Jard                 | 25 juin 1936      | [ 5 ]  |
| Meurthe-et-Moselle      | Raville                         | Raville-sur-Sânon                | 25 juin 1936      | [ 5 ]  |
| Meurthe-et-Moselle      | Autreville                      | Autreville-sur-Moselle           | 25 juin 1936      | [ 5 ]  |
| Meurthe-et-Moselle      | Bayonville                      | Bayonville-sur-Mad               | 25 juin 1936      | [ 5 ]  |
| Meurthe-et-Moselle      | Bey                             | Bey-sur-Seille                   | 25 juin 1936      | [ 5 ]  |
| Meurthe-et-Moselle      | Champey                         | Champey-sur-Moselle              | 25 juin 1936      | [ 5 ]  |
| Meurthe-et-Moselle      | Clérey                          | Clérey-sur-Brenon                | 25 juin 1936      | [ 5 ]  |
| Meurthe-et-Moselle      | Jarville                        | Jarville-la-Malgrange            | 25 juin 1936      | [ 5 ]  |
| Meurthe-et-Moselle      | Mailly                          | Mailly-sur-Seille                | 25 juin 1936      | [ 5 ]  |
| Meurthe-et-Moselle      | Roville                         | Roville-devant-Bayon             | 25 juin 1936      | [ 5 ]  |
| Meurthe-et-Moselle      | Vandœuvre                       | Vandœuvre-lès-Nancy              | 25 juin 1936      | [ 5 ]  |
| Hérault                 | Saint-Jean-de-Pardailhan        | Saint-Jean-de-Minervois          | 16 juillet 1936   | [ 6 ]  |
| Gard                    | Saint-Florent                   | Saint-Florent-sur-Auzonnet       | 17 décembre 1958  | [ 7 ]  |
| Gers                    | Miramont                        | Miramont-Latour                  | 17 décembre 1958  | [ 7 ]  |
| Gers                    | Monclar                         | Monclar-sur-Losse                | 17 décembre 1958  | [ 7 ]  |
| Gers                    | Montégut                        | Montégut-Savès                   | 17 décembre 1958  | [ 7 ]  |
| Gers                    | Saint-Martin                    | Saint-Martin-Gimois              | 17 décembre 1958  | [ 7 ]  |
| Gers                    | Valence                         | Valence-sur-Baïse                | 17 décembre 1958  | [ 7 ]  |
| Gers                    | Villecomtal                     | Villecomtal-sur-Arros            | 17 décembre 1958  | [ 7 ]  |
| Hautes-Alpes            | Savines                         | Savines-le-Lac                   | 28 décembre 1961  |        |
| Aube                    | Barberey                        | Barberey-Saint-Sulpice           | 23 avril 1976     | [ 8 ]  |
| Aude                    | Duilhac                         | Duilhac-sous-Peyrepertuse        | 23 avril 1976     | [ 8 ]  |
| Eure                    | Nojeon-le-Sec                   | Nojeon-en-Vexin                  | 23 avril 1976     | [ 8 ]  |
| Gard                    | Brouzet                         | Brouzet-lès-Quissac              | 23 avril 1976     | [ 8 ]  |
| Gard                    | Logrian-et-Comiac-de-Florian    | Logrian-Florian                  | 23 avril 1976     | [ 8 ]  |
| Gard                    | Saint-Sébastien                 | Saint-Sébastien-d'Aigrefeuille   | 23 avril 1976     | [ 8 ]  |
| Nord                    | Aulnoy                          | Aulnoy-lez-Valenciennes          | 23 avril 1976     | [ 8 ]  |
| Essonne                 | Breux                           | Breux-Jouy                       | 23 avril 1976     | [ 8 ]  |
| Charente-Maritime       | Bussac                          | Bussac-sur-Charente              | 13 novembre 1984  | [ 9 ]  |
| Eure                    | Vaudreuil                       | Val-de-Reuil                     | 13 novembre 1984  | [ 9 ]  |
| Ille-et-Vilaine         | Thorigné-sur-Vilaine            | Thorigné-Fouillard               | 13 novembre 1984  | [ 9 ]  |
| Mayenne                 | Martigné                        | Martigné-sur-Mayenne             | 13 novembre 1984  | [ 9 ]  |
| Puy-de-Dôme             | Mauriat                         | Moriat                           | 13 novembre 1984  | [ 9 ]  |
| Pyrénées-Orientales     | Aïcirits                        | Aïcirits-Camou-Suhast            | 13 novembre 1984  | [ 9 ]  |
| Pyrénées-Orientales     | L'Écluse                        | Les Cluses                       | 13 novembre 1984  | [ 9 ]  |
| Haute-Savoie            | Chapery                         | Chapeiry                         | 13 novembre 1984  | [ 9 ]  |
| Seine-Maritime          | Le Petit-Couronne               | Petit-Couronne                   | 13 novembre 1984  | [ 9 ]  |
| Ardèche                 | Alba                            | Alba-la-Romaine                  | 30 mai 1986       | [ 10 ] |
| Charente                | Ruelle                          | Ruelle-sur-Touvre                | 30 mai 1986       | [ 10 ] |
| Gironde                 | Saint-Laurent-et-Benon          | Saint-Laurent-Médoc              | 30 mai 1986       | [ 10 ] |
| Loire-Atlantique        | Les Moutiers                    | Les Moutiers-en-Retz             | 30 mai 1986       | [ 10 ] |
| Nièvre                  | Montsauche                      | Montsauche-les-Settons           | 30 mai 1986       | [ 10 ] |
| Nièvre                  | Sainte-Colombe                  | Sainte-Colombe-des-Bois          | 30 mai 1986       | [ 10 ] |
| Pyrénées-Orientales     | Salses                          | Salses-le-Château                | 30 mai 1986       | [ 10 ] |
| Seine-Maritime          | Roncherolles                    | Roncherolles-sur-le-Vivier       | 30 mai 1986       | [ 10 ] |
| Vaucluse                | Saint-Hippolyte-sur-le-Graveron | Saint-Hippolyte-le-Graveyron     | 30 mai 1986       | [ 10 ] |
| Eure-et-Loir            | Gasville                        | Gasville-Oisème                  | 30 mai 1986       | [ 10 ] |
| Hautes-Alpes            | La Salle                        | La Salle-les-Alpes               | 30 janvier 1987   | [ 11 ] |
| Ariège                  | Illat                           | Ilhat                            | 30 janvier 1987   | [ 11 ] |
| Eure-et-Loir            | Thiron                          | Thiron-Gardais                   | 30 janvier 1987   | [ 11 ] |
| Indre-et-Loire          | Antogny                         | Antogny-le-Tillac                | 30 janvier 1987   | [ 11 ] |
| Indre-et-Loire          | Neuville                        | Neuville-sur-Brenne              | 30 janvier 1987   | [ 11 ] |
| Saône-et-Loire          | Virey                           | Virey-le-Grand                   | 30 janvier 1987   | [ 11 ] |
| Savoie                  | Fontcouverte                    | Fontcouverte-la-Toussuire        | 30 janvier 1987   | [ 11 ] |
| Seine-et-Marne          | Chanteloup                      | Chanteloup-en-Brie               | 30 janvier 1987   | [ 11 ] |
| Aveyron                 | Montpaon                        | Fondamente                       | 13 mai 1987       | [ 12 ] |
| Gard                    | Saint-Sauveur-des-Pourcils      | Saint-Sauveur-Camprieu           | 13 mai 1987       | [ 12 ] |
| Gironde                 | Canéjean                        | Canéjan                          | 13 mai 1987       | [ 12 ] |
| Gironde                 | Labrede                         | La Brède                         | 13 mai 1987       | [ 12 ] |
| Pas-de-Calais           | Conteville                      | Conteville-en-Ternois            | 13 mai 1987       | [ 12 ] |
| Vaucluse                | Saint-Saturnin-d'Apt            | Saint-Saturnin-lès-Apt           | 13 mai 1987       | [ 12 ] |
| Aisne                   | Liesse                          | Liesse-Notre-Dame                | 10 mars 1988      | [ 13 ] |
| Hautes-Alpes            | Saint-Bonnet                    | Saint-Bonnet-en-Champsaur        | 10 mars 1988      | [ 13 ] |
| Haute-Loire             | Le Puy                          | Le Puy-en-Velay                  | 10 mars 1988      | [ 13 ] |
| Loiret                  | Beaulieu                        | Beaulieu-sur-Loire               | 10 mars 1988      | [ 13 ] |
| Ardèche                 | Tournon                         | Tournon-sur-Rhône                | 10 mars 1988      | [ 13 ] |
| Alpes-de-Haute-Provence | Digne                           | Digne-les-Bains                  | 21 juin 1988      | [ 14 ] |
| Alpes-de-Haute-Provence | La Motte                        | La Motte-du-Caire                | 21 juin 1988      | [ 14 ] |
| Alpes-de-Haute-Provence | Saint-Étienne                   | Saint-Étienne-les-Orgues         | 21 juin 1988      | [ 14 ] |
| Côte-d'Or               | Serrigny                        | Ladoix-Serrigny                  | 21 juin 1988      | [ 14 ] |
| Hérault                 | Saint-Geniès-le-Bas             | Saint-Geniès-de-Fontedit         | 21 juin 1988      | [ 14 ] |
| Marne                   | Orbais                          | Orbais-l'Abbaye                  | 21 juin 1988      | [ 14 ] |
| Nièvre                  | Moux                            | Moux-en-Morvan                   | 21 juin 1988      | [ 14 ] |
| Orne                    | Damigni                         | Damigny                          | 21 juin 1988      | [ 14 ] |
| Pyrénées-Atlantiques    | Labastide-Clairence             | La Bastide-Clairence             | 21 juin 1988      | [ 14 ] |
| Seine-et-Marne          | Roissy                          | Roissy-en-Brie                   | 21 juin 1988      | [ 14 ] |
| Hautes-Alpes            | Saint-Clément                   | Saint-Clément-sur-Durance        | 16 août 1989      | [ 15 ] |
| Ardèche                 | Antraigues                      | Antraigues-sur-Volane            | 16 août 1989      | [ 15 ] |
| Hérault                 | Villemagne                      | Villemagne-l'Argentière          | 16 août 1989      | [ 15 ] |
| Ille-et-Vilaine         | Rimoux                          | Rimou                            | 16 août 1989      | [ 15 ] |
| Meuse                   | Montfaucon                      | Montfaucon-d'Argonne             | 16 août 1989      | [ 15 ] |
| Pyrénées-Atlantiques    | Lanne                           | Lanne-en-Barétous                | 16 août 1989      | [ 15 ] |
| Pyrénées-Atlantiques    | Sévignacq-Thèze                 | Sévignacq                        | 16 août 1989      | [ 15 ] |
| Pyrénées-Orientales     | Sainte-Colombe                  | Sainte-Colombe-de-la-Commanderie | 16 août 1989      | [ 15 ] |
| Haut-Rhin               | Orschwir                        | Orschwihr                        | 16 août 1989      | [ 15 ] |
| Seine-Saint-Denis       | Tremblay-lès-Gonesse            | Tremblay-en-France               | 16 août 1989      | [ 15 ] |
| Ain                     | Charnoz                         | Charnoz-sur-Ain                  | 14 mars 1991      | [ 16 ] |
| Ain                     | Villette                        | Villette-sur-Ain                 | 14 mars 1991      | [ 16 ] |
| Doubs                   | Chevigney                       | Chevigney-lès-Vercel             | 14 mars 1991      | [ 16 ] |
| Eure                    | Saint-Sulpice-de-Graimbouville  | Saint-Sulpice-de-Grimbouville    | 14 mars 1991      | [ 16 ] |
| Gironde                 | Civrac-de-Dordogne              | Civrac-sur-Dordogne              | 14 mars 1991      | [ 16 ] |
| Alpes-de-Haute-Provence | Château-Arnoux                  | Château-Arnoux-Saint-Auban       | 13 décembre 1991  | [ 17 ] |
| Hautes-Alpes            | Le Sauze                        | Le Sauze-du-Lac                  | 13 décembre 1991  | [ 17 ] |
| Ardèche                 | Guilherand                      | Guilherand-Granges               | 13 décembre 1991  | [ 17 ] |
| Hérault                 | Saint-Saturnin                  | Saint-Saturnin-de-Lucian         | 13 décembre 1991  | [ 17 ] |
| Isère                   | Saint-Antoine                   | Saint-Antoine-l'Abbaye           | 13 décembre 1991  | [ 17 ] |
| Manche                  | Beaumont                        | Beaumont-Hague                   | 13 décembre 1991  | [ 17 ] |
| Nord                    | Saint-André                     | Saint-André-lez-Lille            | 13 décembre 1991  | [ 17 ] |
| Alpes-Maritimes         | Châteauneuf-de-Contes           | Châteauneuf-Villevieille         | 5 août 1992       | [ 18 ] |
| Ariège                  | Soueix                          | Soueix-Rogalle                   | 5 août 1992       | [ 18 ] |
| Bouches-du-Rhône        | Mézoargues                      | Saint-Pierre-de-Mézoargues       | 5 août 1992       | [ 18 ] |
| Côte-d'Or               | Champeau                        | Champeau-en-Morvan               | 5 août 1992       | [ 18 ] |
| Creuse                  | Mourioux                        | Mourioux-Vieilleville            | 5 août 1992       | [ 18 ] |
| Dordogne                | Saint-Martin-de-Gurçon          | Saint-Martin-de-Gurson           | 5 août 1992       | [ 18 ] |
| Hérault                 | Villeneuve-lès-Maguelonne       | Villeneuve-lès-Maguelone         | 5 août 1992       | [ 18 ] |
| Loire-Atlantique        | Châteauthébaud                  | Château-Thébaud                  | 5 août 1992       | [ 18 ] |
| Oise                    | Blaincourt                      | Blaincourt-lès-Précy             | 5 août 1992       | [ 18 ] |
| Orne                    | Monceaux                        | Monceaux-au-Perche               | 5 août 1992       | [ 18 ] |
| Pyrénées-Orientales     | Montesquieu                     | Montesquieu-des-Albères          | 5 août 1992       | [ 18 ] |
| Haute-Saône             | Gézier-et-Fontelenay            | Gézier-et-Fontenelay             | 5 août 1992       | [ 18 ] |
| Seine-et-Marne          | Montereau-Faut-Yonne            | Montereau-Fault-Yonne            | 5 août 1992       | [ 18 ] |
| Haute-Garonne           | Quint                           | Quint-Fonsegrives                | 19 octobre 1992   | [ 19 ] |
| Haute-Marne             | Blaiserives                     | Doulevant-le-Château             | 19 octobre 1992   | [ 19 ] |
| Ardèche                 | Labastide-de-Juvinas            | Labastide-sur-Bésorgues          | 26 mars 1993      | [ 20 ] |
| Aude                    | Laredorte                       | La Redorte                       | 26 mars 1993      | [ 20 ] |
| Aveyron                 | Almon-les-Junies                | Almont-les-Junies                | 26 mars 1993      | [ 20 ] |
| Côte-d'Or               | Soirans-Fouffrans               | Soirans                          | 26 mars 1993      | [ 20 ] |
| Côte-d'Or               | Mirebeau                        | Mirebeau-sur-Bèze                | 26 mars 1993      | [ 20 ] |
| Dordogne                | Grun                            | Grun-Bordas                      | 26 mars 1993      | [ 20 ] |
| Loire                   | Merle                           | Merle-Leignec                    | 26 mars 1993      | [ 20 ] |
| Maine-et-Loire          | Les Rosiers                     | Les Rosiers-sur-Loire            | 26 mars 1993      | [ 20 ] |
| Moselle                 | Rémering-lès-Hargarten          | Rémering                         | 26 mars 1993      | [ 20 ] |
| Oise                    | Rouvres                         | Rouvres-en-Multien               | 26 mars 1993      | [ 20 ] |
| Seine-Maritime          | Bourg-Dun                       | Le Bourg-Dun                     | 26 mars 1993      | [ 20 ] |
| Seine-et-Marne          | Conches                         | Conches-sur-Gondoire             | 26 mars 1993      | [ 20 ] |
| Tarn                    | Cordes                          | Cordes-sur-Ciel                  | 26 mars 1993      | [ 20 ] |
| Var                     | Plan d'Aups                     | Plan-d'Aups-Sainte-Baume         | 26 mars 1993      | [ 20 ] |
| Yonne                   | Moutiers                        | Moutiers-en-Puisaye              | 26 mars 1993      | [ 20 ] |
| Dordogne                | Saint-Privat                    | Saint-Privat-des-Prés            | 7 octobre 1993    | [ 21 ] |
| Ille-et-Vilaine         | Montfort                        | Montfort-sur-Meu                 | 7 octobre 1993    | [ 21 ] |
| Vaucluse                | Entraigues                      | Entraigues-sur-la-Sorgue         | 7 octobre 1993    | [ 21 ] |
| Ain                     | Simandre                        | Simandre-sur-Suran               | 8 juin 1994       | [ 22 ] |
| Cantal                  | Saint-Vincent                   | Saint-Vincent-de-Salers          | 8 juin 1994       | [ 22 ] |
| Gironde                 | La Teste                        | La Teste-de-Buch                 | 8 juin 1994       | [ 22 ] |
| Maine-et-Loire          | Aubigné-Briand                  | Aubigné-sur-Layon                | 8 juin 1994       | [ 22 ] |
| Nord                    | Etrun                           | Estrun                           | 8 juin 1994       | [ 22 ] |
| Oise                    | Ressons                         | Ressons-l'Abbaye                 | 8 juin 1994       | [ 22 ] |
| Ardèche                 | Saint-Barthélemy-le-Pin         | Saint-Barthélemy-Grozon          | 6 novembre 1995   | [ 23 ] |
| Aude                    | Lapalme                         | La Palme                         | 6 novembre 1995   | [ 23 ] |
| Calvados                | Barneville                      | Barneville-la-Bertran            | 6 novembre 1995   | [ 23 ] |
| Doubs                   | Mambelin                        | Dambelin                         | 6 novembre 1995   | [ 23 ] |
| Ille-et-Vilaine         | Montauban                       | Montauban-de-Bretagne            | 6 novembre 1995   | [ 23 ] |
| Landes                  | Thétieu                         | Téthieu                          | 6 novembre 1995   | [ 23 ] |
| Lot                     | Les Quatre-Routes               | Les Quatre-Routes-du-Lot         | 6 novembre 1995   | [ 23 ] |
| Manche                  | Coudeville                      | Coudeville-sur-Mer               | 6 novembre 1995   | [ 23 ] |
| Morbihan                | Saint-Laurent                   | Saint-Laurent-sur-Oust           | 6 novembre 1995   | [ 23 ] |
| Haute-Savoie            | Thollon                         | Thollon-les-Mémises              | 6 novembre 1995   | [ 23 ] |
| Seine-Maritime          | Fresquienne                     | Fresquiennes                     | 6 novembre 1995   | [ 23 ] |
| Haute-Vienne            | Azat-le-Riz                     | Azat-le-Ris                      | 6 novembre 1995   | [ 23 ] |
| Hautes-Alpes            | Châteauroux                     | Châteauroux-les-Alpes            | 7 août 1996       | [ 24 ] |
| Aveyron                 | Enguialès                       | Le Fel                           | 7 août 1996       | [ 24 ] |
| Charente-Maritime       | Talmont                         | Talmont-sur-Gironde              | 7 août 1996       | [ 24 ] |
| Creuse                  | Vallières                       | Vallière                         | 7 août 1996       | [ 24 ] |
| Ille-et-Vilaine         | Trans                           | Trans-la-Forêt                   | 7 août 1996       | [ 24 ] |
| Haute-Loire             | Lempdes                         | Lempdes-sur-Allagnon             | 7 août 1996       | [ 24 ] |
| Haute-Loire             | Mazeyrat-Aurouze                | Mazerat-Aurouze                  | 7 août 1996       | [ 24 ] |
| Maine-et-Loire          | Les Cerqueux-de-Maulevrier      | Les Cerqueux                     | 7 août 1996       | [ 24 ] |
| Seine-et-Marne          | Ferrières                       | Ferrières-en-Brie                | 7 août 1996       | [ 24 ] |
| Vaucluse                | Vitrolles                       | Vitrolles-en-Lubéron             | 7 août 1996       | [ 24 ] |
| Alpes-Maritimes         | Berre-des-Alpes                 | Berre-les-Alpes                  | 22 décembre 1997  | [ 25 ] |
| Côtes-d'Armor           | Saint-Méloir                    | Saint-Méloir-des-Bois            | 22 décembre 1997  | [ 25 ] |
| Côtes-d'Armor           | Trédrez                         | Trédrez-Locquémeau               | 22 décembre 1997  | [ 25 ] |
| Dordogne                | Terrasson-la-Villedieu          | Terrasson-Lavilledieu            | 22 décembre 1997  | [ 25 ] |
| Côte-d'Or               | Molesmes                        | Molesme                          | 22 décembre 1997  | [ 25 ] |
| Lot                     | Lentillac-Lauzès                | Lentillac-du-Causse              | 22 décembre 1997  | [ 25 ] |
| Pas-de-Calais           | Bryas                           | Brias                            | 22 décembre 1997  | [ 25 ] |
| Pas-de-Calais           | Longvillers                     | Longvilliers                     | 22 décembre 1997  | [ 25 ] |
| Yvelines                | Lainville                       | Lainville-en-Vexin               | 22 décembre 1997  | [ 25 ] |
| Marne                   | Châlons-sur-Marne               | Châlons-en-Champagne             | 26 décembre 1997  | [ 26 ] |
| Aisne                   | Le Haucourt                     | Lehaucourt                       | 16 novembre 1998  | [ 27 ] |
| Loir-et-Cher            | Couffi                          | Couffy                           | 16 novembre 1998  | [ 27 ] |
| Loiret                  | Châteaurenard                   | Château-Renard                   | 16 novembre 1998  | [ 27 ] |
| Manche                  | Beaubigny                       | Baubigny                         | 16 novembre 1998  | [ 27 ] |
| Rhône                   | Belmont                         | Belmont-d'Azergues               | 16 novembre 1998  | [ 27 ] |
| Seine-Maritime          | Villy-le-Bas                    | Villy-sur-Yères                  | 16 novembre 1998  | [ 27 ] |
| Ain                     | Amareins-Francheleins-Cesseins  | Francheleins                     | 30 novembre 1998  | [ 28 ] |
| Alpes-de-Haute-Provence | Saint-Paul                      | Saint-Paul-sur-Ubaye             | 30 novembre 1998  | [ 28 ] |
| Puy-de-Dôme             | Auzat-sur-Allier                | Auzat-la-Combelle                | 30 novembre 1998  | [ 28 ] |
| Gard                    | Allègre                         | Allègre-les-Fumades              | 30 novembre 1998  | [ 28 ] |
| Calvados                | Vieux-Pont                      | Vieux-Pont-en-Auge               | 21 décembre 1999  | [ 29 ] |
| Côtes-d'Armor           | Yvignac                         | Yvignac-la-Tour                  | 21 décembre 1999  | [ 29 ] |
| Jura                    | Frasne                          | Frasne-les-Meulières             | 21 décembre 1999  | [ 29 ] |
| Marne                   | Vaudemanges                     | Vaudemange                       | 21 décembre 1999  | [ 29 ] |
| Haute-Marne             | Fayl-la-Forêt                   | Fayl-Billot                      | 21 décembre 1999  | [ 29 ] |
| Moselle                 | Tritteling                      | Tritteling-Redlach               | 21 décembre 1999  | [ 29 ] |
| Oise                    | Chiry-Ourscamps                 | Chiry-Ourscamp                   | 21 décembre 1999  | [ 29 ] |
| Deux-Sèvres             | Le Vanneau                      | Le Vanneau-Irleau                | 21 décembre 1999  | [ 29 ] |
| Vosges                  | Saint-Dié                       | Saint-Dié-des-Vosges             | 21 décembre 1999  | [ 29 ] |
| Hautes-Alpes            | Barret-le-Bas                   | Barret-sur-Méouge                | 1er février 2001  | [ 30 ] |
| Dordogne                | Beaumont                        | Beaumont-du-Périgord             | 1er février 2001  | [ 30 ] |
| Loiret                  | Boësse                          | Boësses                          | 1er février 2001  | [ 30 ] |
| Loiret                  | Ferrières                       | Ferrières-en-Gâtinais            | 1er février 2001  | [ 30 ] |
| Gard                    | Laudun                          | Laudun-l'Ardoise                 | 1er février 2001  | [ 30 ] |
| Finistère               | Meilars                         | Confort-Meilars                  | 1er février 2001  | [ 30 ] |
| Isère                   | Notre-Dame-de-Vaux              | Notre-Dame-de-Vaulx              | 1er février 2001  | [ 30 ] |
| Finistère               | Plobannalec                     | Plobannalec-Lesconil             | 1er février 2001  | [ 30 ] |
| Alpes-Maritimes         | Saint-André                     | Saint-André-de-la-Roche          | 1er février 2001  | [ 30 ] |
| Nièvre                  | Saint-Laurent                   | Saint-Laurent-l'Abbaye           | 1er février 2001  | [ 30 ] |
| Deux-Sèvres             | Thorigny                        | Thorigny-sur-le-Mignon           | 1er février 2001  | [ 30 ] |
| Loire                   | La Valla                        | La Valla-sur-Rochefort           | 1er février 2001  | [ 30 ] |
| Dordogne                | Bassilac                        | Bassillac                        | 10 avril 2002     | [ 31 ] |
| Deux-Sèvres             | Cirière                         | Cirières                         | 10 avril 2002     | [ 31 ] |
| Lot-et-Garonne          | Grateloup                       | Grateloup-Saint-Gayrand          | 10 avril 2002     | [ 31 ] |
| Moselle                 | Grindorff                       | Grindorff-Bizing                 | 10 avril 2002     | [ 31 ] |
| Loire                   | Mornand                         | Mornand-en-Forez                 | 10 avril 2002     | [ 31 ] |
| Finistère               | Plouézoch                       | Plouezoc'h                       | 10 avril 2002     | [ 31 ] |
| Ardennes                | Saint-Loup-Champagne            | Saint-Loup-en-Champagne          | 10 avril 2002     | [ 31 ] |
| Ardèche                 | Saint-Montant                   | Saint-Montan                     | 10 avril 2002     | [ 31 ] |
| Gironde                 | Saint-Sulpice                   | Saint-Sulpice-de-Pommeray        | 10 avril 2002     | [ 31 ] |
| Hautes-Pyrénées         | Argelès                         | Argelès-Bagnères                 | 1er août 2003     | [ 32 ] |
| Haut-Rhin               | Bilzheim                        | Biltzheim                        | 1er août 2003     | [ 32 ] |
| Bas-Rhin                | Dinsheim                        | Dinsheim-sur-Bruche              | 1er août 2003     | [ 32 ] |
| Côte-d'Or               | Rochefort                       | Rochefort-sur-Brévon             | 1er août 2003     | [ 32 ] |
| Haute-Garonne           | Saint-Ferréol                   | Saint-Ferréol-de-Comminges       | 1er août 2003     | [ 32 ] |
| Calvados                | Bréville                        | Bréville-les-Monts               | 26 août 2004      | [ 33 ] |
| Oise                    | Laneuvilleroy                   | La Neuville-Roy                  | 26 août 2004      | [ 33 ] |
| Oise                    | Ourcel-Maison                   | Oursel-Maison                    | 26 août 2004      | [ 33 ] |
| Moselle                 | Betting-lès-Saint-Avold         | Betting                          | 12 septembre 2005 | [ 34 ] |
| Côte-d'Or               | Grenand-lès-Sombernon           | Grenant-lès-Sombernon            | 12 septembre 2005 | [ 34 ] |
| Aveyron                 | Luc                             | Luc-la-Primaube                  | 12 septembre 2005 | [ 34 ] |
| Isère                   | Malleval                        | Malleval-en-Vercors              | 12 septembre 2005 | [ 34 ] |
| Alpes-de-Haute-Provence | Sainte-Croix-de-Verdon          | Sainte-Croix-du-Verdon           | 12 septembre 2005 | [ 34 ] |
| Haute-Garonne           | Saint-Julien                    | Saint-Julien-sur-Garonne         | 12 septembre 2005 | [ 34 ] |
| Finistère               | Saint-Yvy                       | Saint-Yvi                        | 12 septembre 2005 | [ 34 ] |
| Ain                     | Challes                         | Challes-la-Montagne              | 7 juillet 2006    | [ 35 ] |
| Aisne                   | Charly                          | Charly-sur-Marne                 | 7 juillet 2006    | [ 35 ] |
| Landes                  | Larrivière                      | Larrivière-Saint-Savin           | 7 juillet 2006    | [ 35 ] |
| Gard                    | Peyroles                        | Peyrolles                        | 7 juillet 2006    | [ 35 ] |
| Pyrénées-Atlantiques    | Saint-Girons                    | Saint-Girons-en-Béarn            | 7 juillet 2006    | [ 35 ] |
| Maine-et-Loire          | Vernoil                         | Vernoil-le-Fourrier              | 7 juillet 2006    | [ 35 ] |
| Sarthe                  | Bernay                          | Bernay-en-Champagne              | 10 août 2007      | [ 36 ] |
| Corrèze                 | Billac                          | Bilhac                           | 10 août 2007      | [ 36 ] |
| Ain                     | Hostias                         | Hostiaz                          | 10 août 2007      | [ 36 ] |
| Nord                    | Wallers-Trélon                  | Wallers-en-Fagne                 | 10 août 2007      | [ 36 ] |
| Nord                    | Coudekerque                     | Coudekerque-Village              | 3 octobre 2008    | [ 37 ] |
| Ain                     | Géovreissiat                    | Béard-Géovreissiat               | 3 octobre 2008    | [ 37 ] |
| Eure                    | Grandchain                      | Granchain                        | 3 octobre 2008    | [ 37 ] |
| Aisne                   | Leschelles                      | Leschelle                        | 3 octobre 2008    | [ 37 ] |
| Mayenne                 | Livré                           | Livré-la-Touche                  | 3 octobre 2008    | [ 37 ] |
| Aube                    | Neuville-sur-Vannes             | Neuville-sur-Vanne               | 3 octobre 2008    | [ 37 ] |
| Var                     | Plan-de-la-Tour                 | Le Plan-de-la-Tour               | 3 octobre 2008    | [ 37 ] |
| Morbihan                | Saint-Martin                    | Saint-Martin-sur-Oust            | 3 octobre 2008    | [ 37 ] |
| Loiret                  | Rosoy-le-Vieil                  | Rozoy-le-Vieil                   | 19 mars 2009      | [ 38 ] |
| Dordogne                | Chaleix                         | Chalais                          | 22 juin 2009      | [ 39 ] |
| Pas-de-Calais           | Izel-les-Hameaux                | Izel-lès-Hameau                  | 22 juin 2009      | [ 39 ] |
| Puy-de-Dôme             | Joserand                        | Jozerand                         | 22 juin 2009      | [ 39 ] |
| Haute-Garonne           | Rieux                           | Rieux-Volvestre                  | 22 juin 2009      | [ 39 ] |
| Charente-Maritime       | Saint-Pierre-de-l'Île           | Saint-Pierre-de-l'Isle           | 8 juillet 2010    | [ 40 ] |
| Maine-et-Loire          | Guédéniau                       | Le Guédeniau                     | 8 juillet 2010    | [ 40 ] |
| Yvelines                | Meulan                          | Meulan-en-Yvelines               | 8 juillet 2010    | [ 40 ] |
| Yonne                   | Vassy                           | Vassy-sous-Pisy                  | 8 juillet 2010    | [ 40 ] |
| Val-d'Oise              | Arnouville-lès-Gonesse          | Arnouville                       | 8 juillet 2010    | [ 40 ] |
| Alpes-Maritimes         | Saint-Paul                      | Saint-Paul-de-Vence              | 22 mars 2011      | [ 41 ] |
| Aube                    | Noë-les-Mallets                 | Noé-les-Mallets                  | 22 mars 2011      | [ 41 ] |
| Meurthe-et-Moselle      | Bathelémont-lès-Bauzemont       | Bathelémont                      | 22 mars 2011      | [ 41 ] |
| Ardèche                 | Saint-Just                      | Saint-Just-d'Ardèche             | 22 mars 2011      | [ 41 ] |
| Ille-et-Vilaine         | Hédé                            | Hédé-Bazouges                    | 22 mars 2011      | [ 41 ] |
| Tarn                    | Puycelci                        | Puycelsi                         | 22 mars 2011      | [ 41 ] |
| Aisne                   | Croix-Fonsommes                 | Croix-Fonsomme                   | 22 mars 2011      | [ 41 ] |
| Aisne                   | Fonsommes                       | Fonsomme                         | 22 mars 2011      | [ 41 ] |
| Gard                    | Saint-Dionizy                   | Saint-Dionisy                    | 22 mars 2011      | [ 41 ] |
| Loire                   | Boën                            | Boën-sur-Lignon                  | 1er août 2012     | [ 42 ] |
| Isère                   | Châlons                         | Chalon                           | 1er août 2012     | [ 42 ] |
| Var                     | Saint-Martin                    | Saint-Martin-de-Pallières        | 1er août 2012     | [ 42 ] |
| Finistère               | Peumérit                        | Peumerit                         | 1er août 2012     | [ 42 ] |
| Oise                    | Braisnes                        | Braisnes-sur-Aronde              | 1er août 2012     | [ 42 ] |
| Yonne                   | Saints                          | Saints-en-Puisaye                | 1er août 2012     | [ 42 ] |
| Yonne                   | Saint-Denis                     | Saint-Denis-lès-Sens             | 1er août 2012     | [ 42 ] |
| Charente-Maritime       | Saint-Ouen                      | Saint-Ouen-la-Thène              | 5 novembre 2013   | [ 43 ] |
| Haute-Savoie            | Le Bouchet                      | Le Bouchet-Mont-Charvin          | 5 novembre 2013   | [ 43 ] |
| Tarn                    | Saint-Sulpice                   | Saint-Sulpice-la-Pointe          | 5 novembre 2013   | [ 43 ] |
| Savoie                  | Saint-Alban-des-Hurtières       | Saint-Alban-d'Hurtières          | 5 novembre 2013   | [ 43 ] |
| Savoie                  | Saint-Georges-des-Hurtières     | Saint-Georges-d'Hurtières        | 5 novembre 2013   | [ 43 ] |
| Charente                | Saint-Amant                     | Saint-Amant-de-Montmoreau        | 5 novembre 2013   | [ 43 ] |
| Landes                  | Onesse-et-Laharie               | Onesse-Laharie                   | 5 novembre 2013   | [ 43 ] |
| Isère                   | Meyssies                        | Meyssiez                         | 5 novembre 2013   | [ 43 ] |
| Tarn-et-Garonne         | Saint-Vincent                   | Saint-Vincent-d'Autéjac          | 3 décembre 2014   | [ 44 ] |
| Tarn-et-Garonne         | Belbèse                         | Belbèze-en-Lomagne               | 3 décembre 2014   | [ 44 ] |
| Doubs                   | Pont-de-Roide                   | Pont-de-Roide-Vermondans         | 3 décembre 2014   | [ 44 ] |
| Aisne                   | Barisis                         | Barisis-aux-Bois                 | 3 décembre 2014   | [ 44 ] |
| Côte-d'Or               | Sainte-Colombe                  | Sainte-Colombe-en-Auxois         | 3 décembre 2014   | [ 44 ] |
| Haute-Garonne           | Cazaril-Laspènes                | Cazarilh-Laspènes                | 3 décembre 2014   | [ 44 ] |
| Pyrénées-Orientales     | Saint-Martin                    | Saint-Martin-de-Fenouillet       | 3 décembre 2014   | [ 44 ] |
| Sarthe                  | Cré                             | Cré-sur-Loir                     | 3 décembre 2014   | [ 44 ] |
| Haut-Rhin               | Ammerzwiller                    | Ammertzwiller                    | 16 novembre 2015  | [ 45 ] |
| Alpes-Maritimes         | Roquestéron-Grasse              | La Roque-en-Provence             | 16 novembre 2015  | [ 45 ] |
| Nord                    | Templeuve                       | Templeuve-en-Pévèle              | 16 novembre 2015  | [ 45 ] |
| Eure                    | Fontenay                        | Fontenay-en-Vexin                | 16 novembre 2015  | [ 45 ] |
| Vendée                  | La Génétouze                    | La Genétouze                     | 7 février 2017    | [ 46 ] |
| Pyrénées-Orientales     | Clara                           | Clara-Villerach                  | 7 février 2017    | [ 46 ] |
| Pyrénées-Orientales     | Sainte-Marie                    | Sainte-Marie-la-Mer              | 7 février 2017    | [ 46 ] |
| Indre                   | Faverolles                      | Faverolles-en-Berry              | 7 février 2017    | [ 46 ] |
| Haute-Savoie            | Sévrier                         | Sevrier                          | 7 février 2017    | [ 46 ] |
| Loir-et-Cher            | Le Gault-Perche                 | Le Gault-du-Perche               | 7 février 2017    | [ 46 ] |
| Pas-de-Calais           | Pronville                       | Pronville-en-Artois              | 7 février 2017    | [ 46 ] |
| Tarn-et-Garonne         | Bouloc                          | Bouloc-en-Quercy                 | 7 février 2017    | [ 46 ] |
| Loir-et-Cher            | Langon                          | Langon-sur-Cher                  | 22 décembre 2017  | [ 47 ] |
| Gers                    | Saint-Élix                      | Saint-Élix-d'Astarac             | 22 décembre 2017  | [ 47 ] |
| Côtes-d'Armor           | Les Moulins                     | Plémet                           | 22 décembre 2017  | [ 47 ] |
| Meuse                   | Lisle-en-Rigault                | L'Isle-en-Rigault                | 22 décembre 2017  | [ 47 ] |
| Meuse                   | Saulmory-et-Villefranche        | Saulmory-Villefranche            | 22 décembre 2017  | [ 47 ] |
| Seine-Maritime          | Berville                        | Berville-en-Caux                 | 22 décembre 2017  | [ 47 ] |
| Val-d'Oise              | Hérouville                      | Hérouville-en-Vexin              | 22 décembre 2017  | [ 47 ] |
| Aisne                   | Fresnes                         | Fresnes-sous-Coucy               | 22 décembre 2017  | [ 47 ] |
| Nord                    | Aix                             | Aix-en-Pévèle                    | 5 novembre 2018   | [ 48 ] |
| Marne                   | Breuil                          | Breuil-sur-Vesle                 | 5 novembre 2018   | [ 48 ] |
| Ille-et-Vilaine         | Saint-Père                      | Saint-Père-Marc-en-Poulet        | 5 novembre 2018   | [ 48 ] |
| Vaucluse                | Castellet                       | Castellet-en-Luberon             | 5 novembre 2018   | [ 48 ] |
| Deux-Sèvres             | Champdeniers-Saint-Denis        | Champdeniers                     | 5 novembre 2018   | [ 48 ] |
| Val-d'Oise              | Herblay                         | Herblay-sur-Seine                | 5 novembre 2018   | [ 48 ] |
| Alpes-de-Haute-Provence | Corbières                       | Corbières-en-Provence            | 5 novembre 2018   | [ 48 ] |
| Seine-Saint-Denis       | Saint-Ouen                      | Saint-Ouen-sur-Seine             | 5 novembre 2018   | [ 48 ] |
| Haute-Saône             | Saint-Remy                      | Saint-Rémy-en-Comté              | 5 novembre 2018   | [ 48 ] |
| Charente                | Exideuil                        | Exideuil-sur-Vienne              | 5 novembre 2018   | [ 48 ] |
| Loiret                  | Courcelles                      | Courcelles-le-Roi                | 5 novembre 2018   | [ 48 ] |